# Bukcinatorna mišica
Bukcinatorna mišica ali trobilka (latinsko musculus buccinator) je štirikotna parna mišica glave. Izvira iz zobnega odrastka (processus alveolaris) zgornje čeljustnice, spodnje čeljustnice in raphe pterygomandibularisa ter se narašča na vlakna krožne očesne mišice.
Mišica pritiska lici k zobem.
Oživčuje jo facialni živec (VII).